# Angles (Pireneje Wschodnie)
Angles – miejscowość i gmina we Francji, w regionie Oksytania, w departamencie Pireneje Wschodnie. Na terenie gminy swoje źródła ma rzeka Aude. 
Według danych na rok 1990 gminę zamieszkiwało 528 osób, a gęstość zaludnienia wynosiła 12 osób/km² (wśród 1545 gmin Langwedocji-Roussillon Angles plasuje się na 503. miejscu pod względem liczby ludności, natomiast pod względem powierzchni na miejscu 79.).

## Populacja

Populacja Angles w latach 1962–2008